# جوبر (حمص)
جوبر قرية سوريّة تتبع إداريّاً لمحافظة حمص منطقة حمص ناحية حمص، بلغ تعداد سكانها 4,242 نسمة حسب التعداد السكاني لعام 2004.